# Shell Rock (Iowa)
Shell Rock – miasto w Stanach Zjednoczonych, w stanie Iowa, w hrabstwie Butler. W 2000 roku liczyło 1298 mieszkańców.